# Trois Mystérieuses Portes
Les Trois Mystérieuses Portes sont un concept du bouddhisme chinois dit chan. Linji les a décrites. Ce concept veut apporter une certaine connaissance lors des méditations.

## Description
- le mystère dans l'essence,
- le mystère dans le mot,
- le mystère dans le mystère.

## Sources
- Voir le livre de Peter N. Gregory: Traditions of Meditation in Chinese Buddhism, pages 223 et suivantes.